# سلمان المحسني
سلمان بن محمد بن حسن المحسني الأحسائي الفلّاحي (14 يونيو 1864 - 2 يناير 1923) (10 محرم 1281 - 15 جمادى الأولى 1341) فقيه جعفري وشاعر عربي إيراني من أصل أحسائي. ولد في مدينة الفلاحية بإقليم الأحواز وبها نشأ وتعلم على والده ثم في النجف على محمد طه نجف ومحمد حرز الدين. رجع إلى وطنه وعاش زاهدًا ومال إلى نظم الشعر. وله ديوان، مخطوط وضاع معظم شعره. وكان يملك مكتبة كبيرة. توفي في مسقط رأسه ودفن في النجف بمقبرة وادي السلام.

## سيرته
هو سلمان بن محمد بن حسن بن أحمد بن محمد المحسني الأحسائي الفلاحي.

ولد في الفلاحية بإقليم الأحواز ليلة العاشر من المحرم سنة 1281/ 14 يونيو 1864 وفيها نشأ تحت رعاية والده العالم ودرس عليه أولا ودرس على أعلام بلده المقدمات وشرح اللمعة وغيره.

ثم هاجر إلى النجف لإكمال دراسته وحضر فيها على عدد من علمائها منهم محمد طه نجف الذي كان أكثر حضوره عليه، حتى برع في الفقه الجعفري الاثنا عشري وأصبح من المجتهدين. وله الإجازة بالرواية من قبل محمد حرز الدين.

توفي في الفلاحية في 15 جمادى الأولى سنة 1341 / 2 يناير 1923 وعطلّت الأسواق حدادًا على وفاته وشيع فيها ثم نقل جثمانه إلى العراق عن طريق المحرة فاستقبله الشيخ خزعل الكعبي وحمل الجثمان بموكبه الخاص إلى النجف حيث دفن في مقبرة وادي السلام.

## حياته الشخصية
وكان يملك مكتبة كبيرة جامعة فيها كثير من الكتب المخطوطة ولم يبق من هذه الكتب إلا الشي اليسير عند بعض أرحامه في الفلاحية. ولهم فيها أملاك كثيرة وأرض زراعية. 

عاش زاهدًا في مسقط رأسه وكان بيته من قصب، وكانت تأتي إليه الأموال فيصرفها على الفقراء. وكان ينسخ الكتب. تزوج مرة ولكنه لم يخلّف ذرية.

## شعره
يروى أن له شعرًا كثيرًا لم يبقي إلا القليل منه. يلتزم شعره وحدة الوزن والقافية، ويتنوع موضوعيًا في إطار معارفه: بين مدح أعلام عصره من أشياخه، وشكوى همه والحنين إلى مواطن ذكرياته، والتشفع إلى الله وطلب الغوث إليه، استخدم بعض القوافي الصعبة مثل القاف والثاء بما يؤكد اتساع معجمه اللفظي. من شعره في الغزل بعنوان عقيليّة لا أبعد الله دارها:

## وصلات خارجية
- في بوابة الشعراء